# Bistum Bagdogra
Das Bistum Bagdogra (lat.: Dioecesis Bagdograna) ist eine in Westbengalen in Indien gelegene römisch-katholische Diözese mit Sitz in Bagdogra. Es umfasst einen Teil des Distriktes Darjeeling. 

## Geschichte
Papst Johannes Paul II. gründete es mit der Apostolischen Konstitution Cunctae catholicae Ecclesiae am 14. Juni 1997 aus Gebietsabtretungen des Bistums Darjeeling und es wurde dem Erzbistum Kalkutta als Suffragandiözese unterstellt.

## Bischöfe von Bagdogra
- Thomas D’Souza, 1997–2011, dann Koadjutorerzbischof von Kalkutta
- Vincent Aind, 2015–2023, dann Erzbischof von Ranchi
- Paul Simick, seit 2024